# Mariano de Ibáñez Cuevas y Rubio
Mariano de Ibáñez Cuevas y Rubio (Fuentes Claras, 15 de septiembre de 1750 - Tarragona, 1802) fue un militar y político turolense. Pertenecía al linaje y casa de los Marqueses de la Cañada, siendo considerado por su cuna como Caballero Noble de Aragón. Fue hijo del escritor e inventor José Ibáñez y Gassia, sobrino del escritor y religioso Joaquín Ibáñez de Jesús y María y descendiente del Teniente General Ibáñez Cuevas, quien fuera nombrado primer marqués de la Cañada.

## Biografía
Fue teniente coronel del Regimiento de Infantería de Saboya y desde 1767 mariscal de campo. Fue investido caballero de la Orden de Santiago en 1787. Durante un tiempo fue corregidor en el Virreinato del Río de la Plata. El 4 de junio de 1798 fue nombrado gobernador militar de Tarragona hasta su muerte en 1802.